# Кисело
Кисело е вкусът, който открива киселинността. Киселинността на веществата се оценява по отношение на разредената солна киселина, която има индекс на киселинност 1. За сравнение, винената киселина има индекс на киселинност 0,7, лимонената киселина индекс 0,46 и въглеродната киселина индекс 0,06.
Съществуват пет основни вкуса – сладко, кисело, солено, горчиво и умами, за които има отделни вкусови рецептори (вкусови луковици) в лигавицата на устната кухина, хранопровода или езика. Под въпрос стои признаването на шести вкус, известен като олеогустус – вкусът на мазнината.

## Същност
Киселият вкус се открива от малка подгрупа от клетки, които се разпределят във всички вкусови пъпки, наречени тип III рецепторни клетки. Йоните (H+) (протони), които са богати на кисели вещества, могат директно да проникнат във вкусовите клетки тип III през протонен канал. Този канал е идентифициран през 2018 г. като отопетрин 1 (OTOP1). Прехвърлянето на положителен заряд в клетката може само по себе си да предизвика електрическа реакция. Някои слаби киселини като оцетна киселина също могат да проникнат във вкусовите клетки; вътреклетъчните водородни йони инхибират калиевите канали, които обикновено функционират като хиперполяризират клетката. Чрез комбинация от директен прием на водородни йони през йонни канали OTOP1 (който сам деполяризира клетката) и инхибиране на хиперполяризиращия канал, киселината кара вкусовата клетка да задейства потенциали за действие и да освободи невротрансмитер.

## Кисели храни
Най-често срещаните храни с естествена киселинност са плодовете, като лимон, грозде, портокал, тамаринд и горчив пъпеш. Ферментиралите храни, като вино, оцет или кисело мляко, могат да имат кисел вкус. Децата в САЩ и Великобритания показват по-голямо удоволствие от киселите вкусове, отколкото при възрастните, а киселите бонбони, съдържащи лимонена киселина или ябълчена киселина, са често срещани.